# 郭山郡
郭山郡（クァクサンぐん）は朝鮮民主主義人民共和国平安北道に属する郡。

## 地理
平安北道南部に位置し、南は黄海に面する。

### 隣接行政区画
- 西 - 宣川郡
- 北 - 亀城市
- 東 - 定州市

## 行政区画
1邑・19里を管轄する。
| - 郭山邑（クァクサヌプ） - 古峴里（コヒョンニ） - 観上里（クァンサンニ） - 君山里（クンサンニ） - 南端里（ナムダンニ） - 堂上里（タンサンニ） - 濂湖里（リョモリ） - 路下里（ロハリ） - 文章里（ムンジャンニ） - 三端里（サムダンニ） | - 石洞里（ソクトンニ） - 安義里（アニリ） - 巌竹里（アムジュンニ） - 遠浦里（ウォンポリ） - 元下里（ウォナリ） - 月玉里（ウォロンニ） - 長龍里（チャンニョンニ） - 天台里（チョンデリ） - 草庄里（チョジャンニ） - 通京里（トンギョンニ） |

## 歴史
朝鮮王朝時代には平安道に属し、郭山郡が置かれた。1896年に平安北道に属し、1914年、日本統治下の行政区画再編によって東隣の定州郡に編入された。
1952年12の北朝鮮の地方行政区画再編により、定州郡から郭山面・臨浦面・安興面・観舟面と、玉泉面の14ヶ里、南西面の1ヶ里が分割され、郭山郡（1邑19里）が再設置された。

### 年表
この節の出典
- 1952年12月 - 郡面里統廃合により、平安北道定州郡臨浦面・安興面・郭山面・観舟面および玉泉面・南西面の各一部地域をもって、郭山郡を設置。郭山郡に以下の邑・里が成立。(1邑19里)
  - 郭山邑・南端里・石洞里・濂湖里・路下里・元下里・遠浦里・天台里・草庄里・通京里・観上里・古峴里・三端里・安義里・巌竹里・文章里・君山里・堂上里・月玉里・長龍里
- 1953年 (1邑19里)
  - 郭山邑・南端里の境界線を調整。
  - 郭山邑・石洞里の境界線を調整。

## 交通

### 鉄道
- 平義線
  - 郭山駅